# Karl Jobst
 Karl Jobst, také Carl Jobst nebo Carl Jopst (8. září 1835 Mauerkirchen) - 16. prosince 1907 Vídeň) byl rakouský malíř historických a náboženských obrazů, nástěnných maleb, návrhář vitráží a restaurátor, činný v období historismu, malující především po vzoru školy nazarénů v novogotickém stylu. Pracoval ve společné dílně s bratrem Franzem Jobstem, patřili k privilegovaným c. a k. firmám s působností po celé Rakousko-uherské monarchii. Jejich díla se dochovala mj. v Praze, Plzni, Hranicích, Bratislavě,  Maďarsku, na Ukrajině i v Rumunsku. 

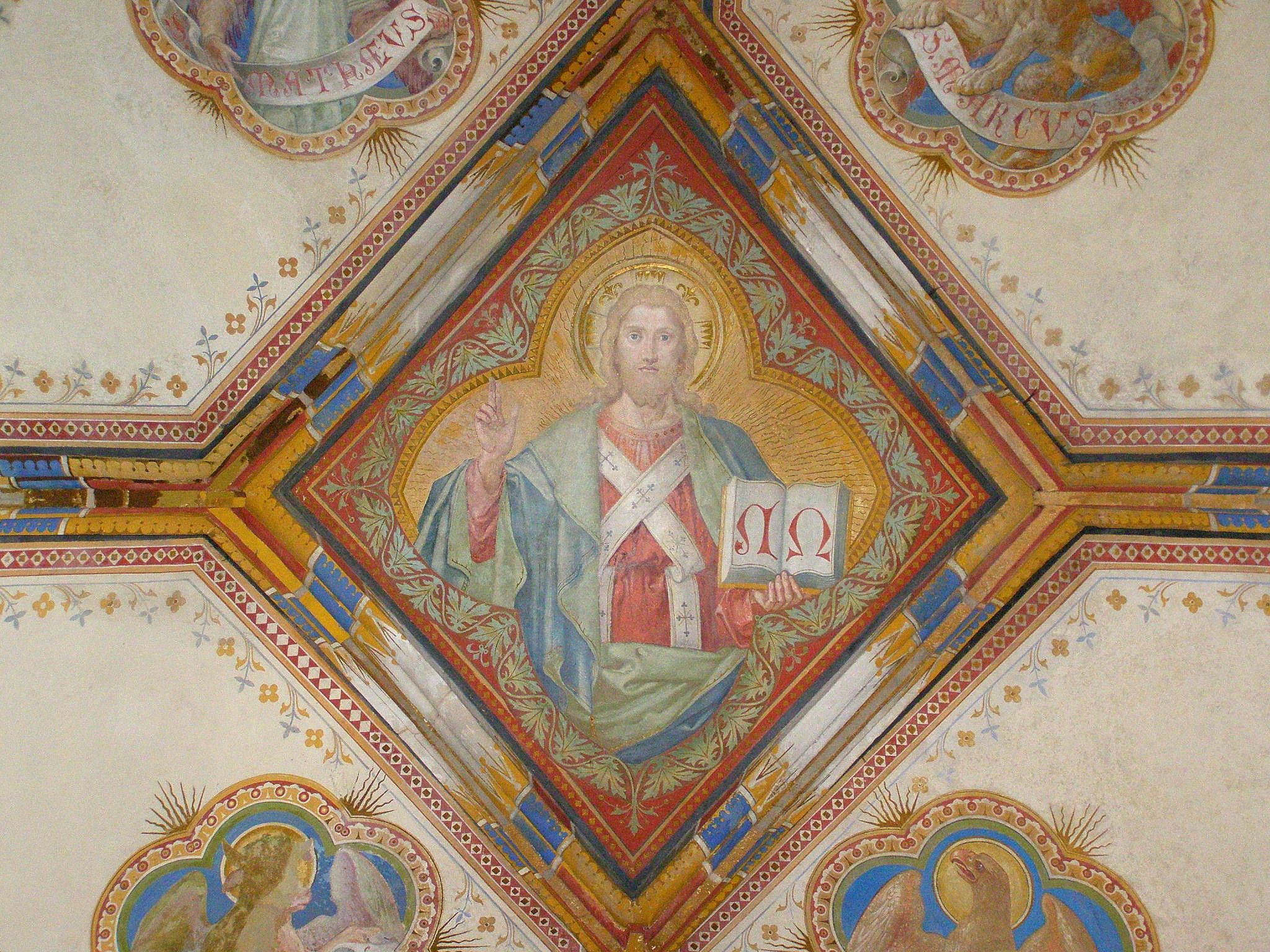
Freska v katedrále sv. Martina v Bratislavě

## Životopis
Absolvoval vyšší reálku. Měl mladšího bratra Franze Jobsta (1840-1890), společně s ním se vyučil malířem v ateliéru církevního umění Ferdinanda Schecka v Linci. V letech 1857-1861 studoval na Akademii výtvarných umění ve Vídni u profesorů Carla Wurzingera (historická malba), Karla Mayera (náboženská malba) a Gaygera. Dále podnikl studijní cesty do jižního Německa, Francie a Itálie. 
Zprvu maloval historické náměty ve stylu anglického romantismu, například Kostlivec hraje na housle s havranem a rodinné portréty. Později se přiklonil k nazarenismu. S bratrem Franzem založil firmu dekorativní malby „F. & C. Jobst“, která se specializovala na nové vybavení chrámových interiérů (malby, řezby, dekorace) a restaurování památek, zejména z církevních staveb. Karel se věnoval především malbě obrazů a fresek, bratr také dřevořezbám a polychromii. Oba byli za své dílo vyznamenáni zlatým záslužným křížem s korunou císaře Františka Josefa.
Na podnět a pod vedením Adalberta Stiftera se spolu s bratrem Franzem ujal restaurování gotického křídlového oltáře v hornorakouském Pesenbachu na Dunaji (místní část města Feldkirchen an der Donau). Svými kresbami zdokumentovali všechny významné gotické dřevořezby v Horním Rakousku a v roce 1861 je sami vydali v souborné publikaci. 
Osobní přátelství Jobsta poutalo k architektu Josefu Hlávkovi, který jeho firmě zadal několik zakázek do svých staveb: výzdobu kaple na svém zámku v Lužanech, výzdobu neobyzantské kaple patriarchy na univerzitě v ukrajinských Černovicích, výzdobu mariánského kostela v Přešticích a fresky ve vlastní rodinné hrobce v  Přešticích.
Karl Jobst zemřel ve Vídni v roce 1907 a byl pohřben na vídeňském ústředním hřbitově.

## Výběr z díla
- Obrazy mariánského oltáře v kapli Wehingerů, klášter Klosterneuburg, 1881
- Fresky na klenbách, farní kostel sv. Mikuláše, Innsbruck, 1888–1896 (zprvu s bratrem Franzem Jobstem)
- Obrazy do kaple střední vojenské školy, Hranice na Moravě
- Obrazy, kaple sv. Štěpána v katedrále v Ostřihomi
- Obraz na hlavním oltáři, fresky na klenbách kaple sv. Anny, dóm v Bratislavě
- Fresky v presbytáři, bazilika svatého Petra a Pavla, Praha - Vyšehrad
- Fresky na klenbách (medailony se světci a církevními učiteli) a luneta v tympanonu hlavního vchodu (Kristus Dobrý pastýř), Kostel sv. Cyrila a Metoděje v Karlíně[3]
- Návrhy na vitráže do oken a figurální malby na klenbách, Votivní kostel (Vídeň), (s bratrem Franzem Jobstem)[4]
- Návrh na vitráž rodu Lambergů pro farní kostel ve Štýru, (s bratrem Franzem Jobstem)
- Návrh na vitráž do okna Svatoštěpánského dómu ve Vídni, (s bratrem Franzem Jobstem, který byl členem Huti Svatoštěpánského dómu)
- Fresky na schodišti Justičního paláce ve Vídni, Volksgarten 2; 1875-1881, (spolu s bratrem Franzem)
- Oltářní obraz v klášterním kostele ve Zwettlu
- Freska v katedrále sv. Bartoloměje v Plzni
- Fresky na klenbách, špitální kostel v Mödlingu, (s bratrem Franzem Jobstem)
- Malba, Kostel Nanebevzetí Panny Marie (Přeštice) - na pozvání a za finance Josefa Hlávky
- Fresky v hrobce Josefa Hlávky na hřbitově v Přešticích (1877)
- Obrazy, Velký sál zámku Grafenegg
- Fresky, hradní kaple Friedstein, (okres Liezen, Štýrsko)
- Oltářní obrazy a fresky v neobyzantské univerzitní kapli, univerzita v Černovicích (Ukrajina)
- Restaurování fresek, řeckokatolický kostel sv. Dimitrije, Sučava (Rumunsko)
- Fresky, řeckokatolický kostel, Lvov
- Návrhy na vitráže pro chrám sv. Epvra (Sainte Epvre) v Nancy, (s bratrem Franzem Jobstem)[5]
- Fresky na klenbách farního kostela sv. Mikuláše v Innsbrucku, 1888–1896 (s bratrem Franzem)